# Индонезийско-Тиморская комиссия по установлению истины и дружбе
Индонезийско-Тиморская комиссия по установлению истины и дружбе — комиссия, созданная совместно правительствами Индонезии и Восточного Тимора в августе 2005 года. Комиссия была создана для расследования актов насилия, имевших место во время референдума о независимости, проведённого в Восточном Тиморе в 1999 году. После проведения закрытых слушаний и рассмотрения документов комиссия 15 июля 2008 года передала президентам обеих стран окончательный отчёт, полностью одобренный президентом Индонезии Сусило Бамбангом Юдойоно. На основании деятельности комиссии правительство Индонезии впервые признало нарушения прав человека, имевших место во время оккупации.

## Предпосылки
Восточный Тимор был первоначально колонизирован португальцами и оставался колонией вплоть до падения военной диктатуры в 1974 году. Вскоре Восточный Тимор объявил независимость, но Индонезия решила вмешаться, когда стало ясно, что правительство нового государства, скорее всего, будет левым. Правительство Индонезии начало операцию «Комодо», которая должна была обеспечить интеграцию восточнотиморской территории. Начав с пропагандистской кампании, уже 7 октября индонезийские военные штурмовали пограничные посты в ходе полномасштабного вторжения с использованием десантников и военно-морского флота. Организация Объединённых Наций осудила вторжение, но из-за противоречий в Совете Безопасности никаких дальнейших действий предпринято не было.
Индонезия поддерживала оккупацию в течение следующих двух десятилетий. Во время администрации Хабиби на Тиморе был проведён референдум с вопросом, желают ли жители острова остаться в составе Индонезии. Вскоре после референдума стало ясно, что результат будет с подавляющим большинством в пользу варианта «нет»; это подняло напряжённость до точки кипения, и в течение двух часов после объявления результатов вооружённые группы ополченцев начали нападать на гражданских лиц. Для стабилизации ситуации были развёрнуты миротворческие силы ООН, а затем учреждена Временная администрация. Восточный Тимор в конечном итоге перешёл от мандата ООН к независимой стране.

## Отчёт
Сама комиссия была учреждена в августе 2006 года. Её целью было названо установить «неопровержимую правду о нарушениях прав человека, имевших место до, во время и после референдума 30 августа 1999 года», а также «подготовить рекомендации, которые могут способствовать укреплению Индонезийско-Тиморской дружбы». Создание комиссии было подвергнуто критике, поскольку считалось, что она была создана для преднамеренного пресечения призывов к международному трибуналу по рассмотрению событий, связанных с плебисцитом 1999 года. Мандат комиссии позволил рассмотреть документы, относящиеся к четырём другим запросам: «Индонезийская национальная комиссия по расследованию нарушений прав человека в Восточном Тиморе в 1999 году», «Индонезийский специальный суд по правам человека в Восточном Тиморе», «Специальные группы по тяжким преступлениям» и «Комиссия по приёму, установлению истины и примирению».
Комиссия состояла из четырёх членов, назначенных от каждой страны. Индонезийско-Тиморской комиссии по установлению истины и дружбе было поручено провести обзор документов и проанализировать предыдущие судебные процессы и расследования о нарушении прав человека, включая специальные группы Организации Объединённых Наций по тяжким преступлениям и группам по тяжким преступлениям в Дили, а также доклад комиссии по установлению истины, принятию беженцев и примирению. Комиссия также заявила о своём намерении исследовать «исторический фон, политическую динамику и институциональные структуры, которые сформировали события до и в течение 1999 года», чтобы «обосновать свои выводы более широким пониманием того, как причины насилия в 1999 годы были связаны с ранее созданными институциональными структурами и практикой».
Работая в течение трёх лет, комиссия представила президентам Индонезии и Восточного Тимора свой окончательный доклад 15 июля 2008 года, заключив, что:
- грубые нарушения прав человека в форме преступлений против человечности действительно имели место в Восточном Тиморе в 1999 году;
- группировки, выступающие за автономию, гражданское правительство Индонезии должны нести институциональную ответственность;
- с моральной и политической точки зрения соответствующие государства должны принять ответственность за нарушения, выявленные в отчёте.

Комиссия также вынесла рекомендации о том, чтобы обе страны начали институциональную реформу, усиливая силу следственных и судебных органов, занимающихся расследованием событий, а также формируя общую политику для обеспечения безопасности людей в случае повторения насилия. Также была отмечена необходимость решения других постоянных вопросов границы и безопасности между двумя странами, чтобы обеспечить более тесное сотрудничество. Доклад был одобрен президентом Индонезии Сусило Бамбангом Юдойоно, что сделало его первым признанием участия правительства Индонезии в нарушениях прав человека.

## Приём
Правительства Индонезии и Тимора приняли доклад. Тем не менее, тиморская неправительственная организация «Национальный альянс международного трибунала Тимор-Лешти» написала открытое письмо в ответ на выводы комиссии, в котором содержалось несколько критических замечаний, в том числе об отсутствии публичных консультаций с жертвами и одобрения парламента. Также указывалось об отсутствие индивидуальных наказаний для военных преступников. В выводе указывалось, что деятельность КАВР заслуживала больше доверия и поддержки.
На международном уровне у отчёта был смешанный приём. Некоторые, такие как Центр изучения военных преступлений в Калифорнийском университете в Беркли, считают, что комиссию можно рассматривать как «широко признанную, заслуживающей доверия и далеко идущую», отметив, что подтверждение правительством Индонезии результатов было важно в отношении Восточного Тимора.